# Omo Tayo Ogunsulire
Omo Tayo Ogunsulire  es un diplomático y banquero nigeriano retirado.
Realizó escuela en Tours, Francia. De julio a diciembre de 1958 estudió en la Universidad de Poitiers.
De 1956 a 1957 fue oficial de Educación. 
En 1957 entró en el servicio exterior colonial.
Entre el 1 de octubre de 1960 y el 22 de diciembre de 1962 fue el primer embajador nigeriano que había sido nominado a Leopoldville, después de haber dirigido la misssion en calidad de actuación desde que se estableció.
De 1965 a 1968 fue primer Secretario Ejecutiva de The Lake Chad Basin Commission (CCLC). 
De agosto de 1969 a 1970 fue Ministro plenipotenciario en París.
Fue director del Departamento de Asuntos Africanos en el Ministerio de Asuntos Exteriores en Lagos.
El embajador Ogunsulire retiró del Servicio Público como Asuntos Exteriores Officier Grado Especial (Grado 17) en agosto de 1976.
Fue empleado de la United Bank for Africa.
De 1985 a 1987 fue director de la Franco-Nigerian Chamber of Commerce and Industry (FNCCI).